# Coelorinchus labiatus
Coelorinchus labiatus es una especie de pez de la familia Macrouridae en el orden de los Gadiformes.

## Morfología
• Los machos pueden llegar alcanzar los 50 cm de longitud total.

## Alimentación
Come principalmente pecesitos y crustáceos.

## Hábitat
Es un pez de aguas profundas que vive entre 460-2.220 m de profundidad.

## Distribución geográfica
Se encuentra en el  Atlántico oriental.

## Longevidad
Puede llegar a vivir 10 años.